# ADPD
Die ADPD (auch AD+PD) ist eine grüne politische Partei in Malta und Mitglied der Europäischen Grünen Partei.

## Geschichte
Ab Dezember 2019 verhandelten die Alternattiva Demokratika und die Partit Demokratiku, eine 2016 gegründete Abspaltung der Partit Laburista, über eine Zusammenarbeit. Am 1. August 2020 kündigten diese beiden größten der maltesischen Kleinparteien ihre Fusion an. Am 17. Oktober wurde die fusionierte Partei ADPD gegründet. Seither leitet der bis zur Fusion Vorsitzende der AD Carmel Cacopardo die Partei. Die Fusion wurde damit begründet, dass in Zeiten der Spaltung eine konzentrierte politische Aktion notwendig wäre, welche die gemeinsame Partei bilden wollte. Ende Mai 2021 fand die erste Hauptversammlung der ADPD statt. Anfang September 2021 hat die Partei ihre ersten 10 Kandidaten für die nächsten Parlamentswahlen bekannt gegeben, weitere werden später folgen.

## Inhaltliches Profil
Die AD+PD setzt sich für ein umweltfreundlicheres Malta ein. Dazu will die Partei landwirtschaftliche Flächen schützen, den Autoverkehr einschränken und umweltfreundlichen Verkehr fördern. Außerdem setzt sich die Partei gegen explodierende Mieten und für öffentlich nutzbare Räume ein.
Bei der Parlamentswahl 2022 sprach sich die Partei offen für die Legalisierung von Abtreibungen aus.

## Wahlergebnisse
| Jahr | Wahl                | Wähler | Stimmenanteil | Sitze |
| ---- | ------------------- | ------ | ------------- | ----- |
| 2022 | Parlamentswahl 2022 | 4.747  | 1,61 %        | 0/79  |
| 2024 | Europawahl 2024     | 3.109  | 1,19 %        | 0/6   |